# إيدي رودريغيز (لاعب كرة قاعدة)
إيدي رودريغيز هو لاعب كرة قاعدة كوبي، ولد في 1 ديسمبر 1985 في ميامي في الولايات المتحدة.

## وصلات خارجية
- إيدي رودريغيز على موقع دوري كرة القاعدة الرئيسي (الإنجليزية)
- إيدي رودريغيز على موقعبيزبول رفرنس.كوم (الدوري الرئيسي) (الإنجليزية)
- إيدي رودريغيز على موقعبيزبول رفرنس.كوم (الدوري الثانوي) (الإنجليزية)
- إيدي رودريغيز على موقع إي إس بي إن.كوم (أم.أل.بي) (الإنجليزية)
- إيدي رودريغيز على موقع مشجعي الرسوم البيانية (الإنجليزية)